# Мырцымов, Александр Фёдорович
Александр Фёдорович Мырцы́мов (1907 — дата и место смерти неизвестны) — советский металлург.

## Биография
Родился в апреле 1907 года в селе Ташла Ставропольского уезда. Окончил церковно-приходскую школу.
С 1920 года член РКСМ, боец ЧОНа. По направлению комсомола принят на рабфак (1926), потом поступил на горнозаводский факультет Ленинградского индустриального института (1929).
Окончив вуз, работал на Златоустовском металлургическом заводе в должностях от помощника мастера до заместителя главного инженера, в 1936—1938 годах  начальник исследовательского отдела ЦЗЛ.
С 1938 года руководитель группы, зам. начальника отдела Главспецстали НКЧМ СССР.
В 1941—1942 служил в РККА, участник войны. Отозван с фронта по ходатайству И. С. Тевосяна и вернулся на работу в НКЧМ, эвакуированный в Свердловск.
После войны заместитель начальника, с 1954 года начальник Технического управления Министерства чёрной металлургии.
В 1957—1963 годах старший эксперт ООН по металлургии, член секретариата Европейской экономической комиссии.
Кандидат технических наук.

## Автор книг
- Сравнительные свойства мартеновской стали и электростали / А. Ф. Мырцымов. - Москва : Металлургиздат, 1946. - 99 с.
- Черная металлургия капиталистических и развивающихся стран. Киев, «Наук, думка», 1978, 519 с, ил.
- Интенсивный путь развития черной металлургии капиталистических стран : Пробл. производительности труда в чер. металлургии / А. Ф. Мырцымов, 38 с. ил. 21 см, М. ин-т «Черметинформация» 1984
- Интенсивный путь развития черной металлургии капиталистических стран : Количеств. объемы пр-ва чер. металлов и требующиеся для этого агрегаты / А. Ф. Мырцымов, 69 с. ил. 20 см, М. ин-т «Черметинформация»
- Интенсивный путь развития черной металлургии капиталистических стран : Изменение структуры, сортамента и качества металлопродукции / А. Ф. Мырцымов, 76 с. ил. 20 см, М. ин-т «Черметинформация»
- Интенсивный путь развития черной металлургии капиталистических стран : Техника производства металлопродукции в соответствии с соврем. требованиями / А. Ф. Мырцымов, 109 с. ил. 20 см, М. ин-т «Черметинформация»
- Интенсивный путь развития черной металлургии капиталистических стран : Материалоемкость и энергоемкость пр-ва продукции из чер. металлов / А. Ф. Мырцымов, 61 с. ил. 20 см, М. ин-т «Черметинформация»
- Интенсивный путь развития черной металлургии капиталистических стран : Эволюция и соврем. состояние мини-заводов / А. Ф. Мырцымов, 43 с. ил. 21 см, М. ин-т «Черметинформация» 1983
- Мырцымов А.Ф., Вульфович Л.Б., Денисова И.А. и др. Французско-русский металлургический словарь. Около 55 000 терминов. М. Русский язык 1988г. 735 с.

## Премии
- Сталинская премия первой степени (1943) — за разработку и внедрение в производство новой технологии выплавки стали для военной промышленности.
- орден Отечественной войны II степени (1945)
- орден Трудового Красного Знамени (1943, 1949, 1958)
- ещё 3 ордена и медали.